# Artur-Becker-Medaille
Die Artur-Becker-Medaille war in der Deutschen Demokratischen Republik (DDR) eine nichtstaatliche Auszeichnung der Freien Deutschen Jugend (FDJ). Sie war seit 1960 die höchste Auszeichnung der FDJ und war mit einer Geldprämie verbunden. 

## Beschreibung
Sie wurde 1959 in drei Stufen, Bronze, Silber und Gold vom Zentralrat der FDJ gestiftet. Benannt war sie nach dem gleichnamigen KJVD-Vorsitzenden und Reichstagsabgeordneten Artur Becker. Die Medaille war Nachfolger der Auszeichnung für die sozialistische Erziehung unserer Jugend, deren Verleihungen 1958 eingestellt worden waren.
Die Verleihung der Artur-Becker-Medaille erfolgte für hervorragende Leistungen im sozialistischen Jugendverband an Einzelpersonen wie auch an Kollektive durch den Zentralrat der FDJ. Die Gold- und Silberstufe wurden zumeist von der Bezirksleitung der FDJ verliehen. Die Bronzestufe nur auf Kreis- oder Stadtbezirksebene. Zunächst als höchste Auszeichnung der FDJ betrachtet und dementsprechend bis etwa 1971 selten verliehen, geriet die Medaille in der langen Zeit ihres Bestehens zunehmend zu einer Massenauszeichnung der FDJ.
Voraussetzung für die Verleihung einer höheren Stufe war der Besitz der vorherigen. Eine Mehrfachverleihung war nicht vorgesehen. 

## Aussehen und Trageweise
Die vergoldete, versilberte oder bronzefarbene ohne Rand geprägte Medaille hat einen Durchmesser von 32 mm und zeigt auf ihrem Avers das frontal blickende Kopfporträt Beckers mit seinem darunterliegenden Namenszug ARTUR BECKER. Flankiert wird der Kopf dabei beidseitig von je einem nach oben gebogenen kleinen Lorbeerzweig.
Das Revers zeigt mittig das erhaben geprägte Symbol der FDJ sowie die Umschrift: FÜR DIE SOZIALISTISCHE ZUKUNFT UNSERER JUGEND. Diese Spruch wurde von ihrer Vorgängerauszeichnung übernommen, welcher dort jedoch nicht als Umschrift, sondern als vierzeilige Inschrift zu finden war.
Getragen wurde die Medaille an der linken oberen Brustseite an einer blau emaillierten Spange in deren Mitte das Symbol der FDJ zu sehen war. Die Spange für die Bronzestufe ist nur blau, die der Silberstufe zeigt beidseitig einen schmalen silbernen senkrechten emaillierten Streifen, die Goldstufe dagegen je zwei schmale goldene. Sowohl Spangenrand als auch FDJ-Symbol sind dabei in den Farben der verliehenen Stufe gehalten. Die ersten Exemplare dieses Typs wurden noch ohne Interimsspange, die ansonsten die gleiche Beschaffenheit wie die Tragespange hatte, verliehen. Das bedeutete, wollte der Beliehene nur die Spange tragen, musste er die Medaille aushängen, was möglich war. Erst ab etwa 1964 wurde mit der Verleihung der Medaille auch eine Interimspange verliehen. Die Verleihung des Ersten Typs erfolgte von 1959 bis 1971. Im Laufe des Jahres 1972 wurde die bis dato verliehene emaillierte Spange der Artur-Becker-Medaille in eine stoffbezogene blaue transformiert. Sie zeigte in ihrer Mitte das etwa 12 mm hohe × 10,5 mm breite FDJ-Symbol, welches in der Stufe der verliehenen Medaille golden, silbern oder bronzen gehalten war. Die aus Buntmetall bestehende Medaille blieb unverändert.
Die Medaillen des dritten Typs, dessen Einführungsjahr unbekannt ist, unterscheiden sich von ihrem Vorgängermodell nur in ihrem Durchmesser, der um 0,5 mm auf 31,5 mm verringert wurde. Auch die Spangen und Interimsauflagen wurden verkleinert. Ihre Maße betrugen nur 11 mm × 9 mm. Der vierte und letzte Typ der Artur-Becker-Medaille wurde 1985 eingeführt. Während das Aussehen erneut unverändert blieb, betrug der Durchmesser der Medaillen, die jetzt aus Eisen gefertigt wurden, 32,2 mm. Die Spangen und Interimsauflagen blieben mit 11 × 9 mm gleich groß.

## Abbildungen

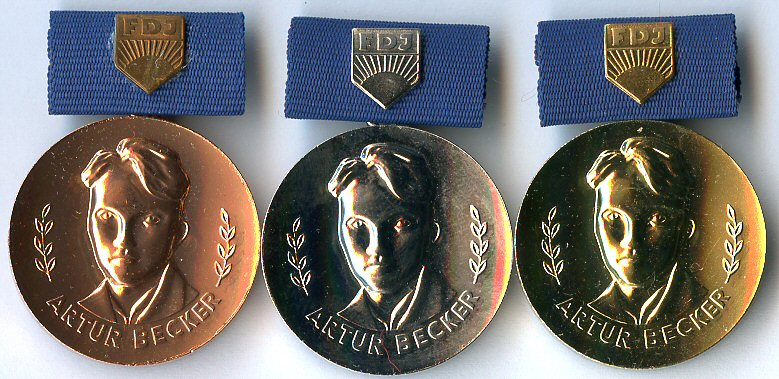
Drei Stufen der Artur-Becker-Medaille
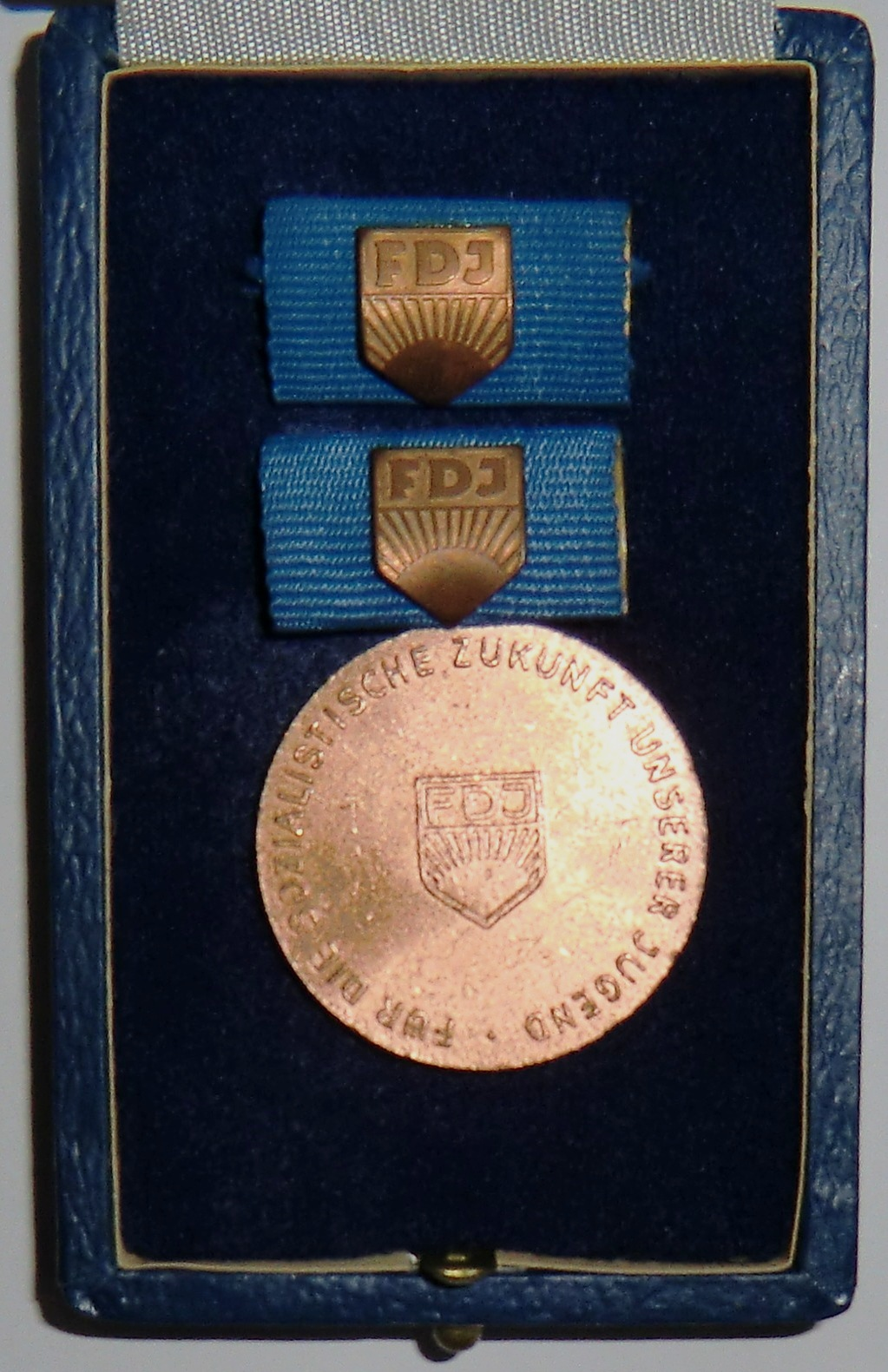
Artur-Becker-Medaille im Etui
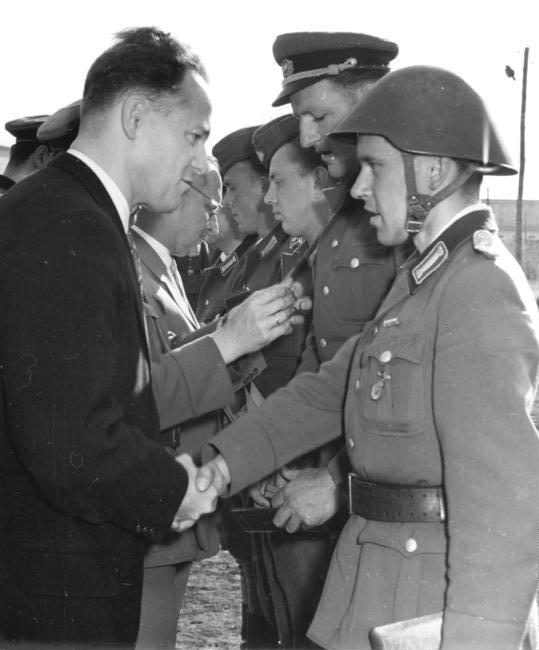
Manfred Gerlach, Generalsekretär der LDPD, überreicht Oberleutnant Werner Klotz die Artur-Becker-Medaille